# Classilla
Classilla — це Інтернет-пакет на основі Gecko для класичних операційних систем Macintosh на основі PowerPC, по суті, оновлений нащадок неіснуючого Mozilla Application Suite через порт Mac OS, збережений у скасованому проекті WaMCom .  Назва — це портманто від Classic (класична Mac OS, як визначено Classic Environment ) і Mozilla . 
Як і пакет, з якого він походить, Classilla пропонує доступ до електронної пошти ( POP / SMTP ), Usenet ( NNTP ), Gopher, FTP і Всесвітньої мережі ( HTTP ) за допомогою модифікованої версії механізму макета Gecko під назвою Clecko . Classilla також містить власні версії компонентів DOM Inspector, Mozilla Composer і Venkman ; попередній компонент IRC ChatZilla було видалено у версії 9.1. Classilla був останнім оновленим основним браузером для класичних систем Mac OS і єдиним браузером на базі Mozilla для цього середовища, який також нещодавно підтримувався, оскільки останнє оновлення iCab 3 було 3.0.5 у січні 2008 року  Opera ' s Підтримка Mac OS 9 припинилася з версією 6.03 20 серпня 2003 р.   Internet Explorer для Mac на класичній Mac OS припинив розробку з 5.1.7 у липні 2003 р. , а сама Mozilla припинила підтримку в 2002 р. (див. Історія).
Остаточна версія Classilla була випущена, і пакет більше не підтримується.  Розробники вважали проект програмним забезпеченням альфа-класу .  Classilla спільне адміністрування з TenFourFox, розгалуженням Mozilla Firefox для Mac на базі PowerPC під керуванням Mac OS X Tiger і Mac OS X Leopard . Основним супроводжувачем був Камерон Кайзер.

## Історія
Офіційна підтримка Mac OS 9 (та Mac OS 8.6 ) у пакеті програм Mozilla завершилася з випуском Mozilla 1.2.1 у 2002 році , що збіглося з припиненням Apple підтримки своєї застарілої операційної системи. Однак багато ентузіастів виявили, що Mozilla 1.3.x все ще збиратиметься та працюватиме на старій Mac OS із модифікаціями, окрім її залежностей від CarbonLib (Mozilla 1.4.x і новіша версія взагалі не збиратиметься на Mac OS 8 або 9 без серйозних модифікацій ), що призводить до таких збірок, як Unofficial Mozilla для Mac OS 9, WaZilla 1.3f і WaMCom . З них WaMCom, мабуть, підтримувався найдовше, з його остаточним випуском 23 липня 2003 року 
У травні 2009 року Кемерон Кайзер оголосив про свої наміри розпочати портування пізніших оновлень Mozilla назад до версії на основі 1.3.1, що використовується в WaMCom,  охрестивши свою модифіковану версію як Classilla . Ця перша версія, яка має номер версії 9.0, щоб відповідати Mac OS 9 (з наступними номерами, що відповідають номерам версії OS 9),  була випущена 30 червня 2009 року 
Kaiser оголосив про остаточний офіційний випуск Classilla та припинення підтримки 29 березня 2021 року.

## Особливості
Через незвичайне походження Classilla (по суті це версія Mozilla 1.3.1 із значними виправленнями ; залишковий доказ залишається у вірші з «Книги Mozilla »), вона має більш обмежену підтримку веб-стандартів, ніж пізніші браузери на основі Gecko, такі як SeaMonkey і Mozilla Firefox і його компонування порівняно з iCab 3.0.5 об’єктивно поступаються , оскільки останній браузер сумісний з Acid2, а Classilla – ні. Так само в Acid 3 він набирає лише 31/100. З іншого боку, його можливості компонування є більш сучасними, ніж WaMCom або Mozilla 1.3.1, і Classilla має сучасніший інтерпретатор JavaScript, ніж iCab, і кращу підтримку об’єктної моделі документа, хоча він також є недостатнім порівняно з основними браузерами на основі Gecko. . Користувачі сприймають її як більш стабільну та швидшу для рендерингу, ніж iCab,     що важливо, оскільки класична Mac OS покладається на кооперативну багатозадачність і має дуже обмежену підтримку захисту пам’яті — будь-який збій програми може повісити всю систему. Однак відомі проблеми в браузері та проблеми з продуктивністю на старих машинах змусили розробників застосувати власну обмежену версію NoScript як вбудовану частину браузера, щоб користувачі мали можливість увімкнути JavaScript лише там, де це безпечно або необхідно. робити так.
Classilla також додає підтримку спуфінгу агента користувача, який не був частиною оригінального пакету Mozilla, і виправляє різні помилки, характерні для Mac OS. Крім того, Classilla 9.3.0 представила механізм перезапису HTML Byblos, який може переписувати окремі сторінки на рівні вихідного коду за допомогою сценаріїв «стели», наданих браузером і користувачем, з метою полегшеної адаптації складного вмісту до можливостей або особливостей браузер. Починаючи з 9.3.0, Classilla представляє мобільний агент користувача за замовчуванням. 
Крім оновленої підтримки веб-сторінок, Classilla підтримує більшість тих самих функцій, що й Mozilla того ж покоління, зі схожими наборами функцій і помилками в підтримці електронної пошти, Usenet, FTP і Gopher, хоча останній отримав оновлення маркерів . Подібним чином Classilla також успадкувала багато недоліків безпеки попередніх версій Application Suite, багато з яких досі не виправлені та відкрито попереджені розробниками.  Вважається, що присутність NoScript разом із незвичайною природою класичної Mac OS додає певний рівень захисту, хоча загальновизнаною метою розробників було досягти паритету безпеки з сучасними випусками на базі Mozilla  і виправити видатні помилки.